# Debelo crijevo
Debelo crijevo (lat. intestinum crassum) je dio probavnog sustava koji se nastavlja na tanko crijevo (lat. intestinum tenue). Debelo crijevo se kod čovjeka završava analnim otvorom ili kod nekih životinja kloakom.
U debelom crijevu završavaju ostaci probavljene hrane, iz kojih je u tankom crijevu resorbirana većina hranjivih tvari. U debelom crijevu se resorbiraju ostaci vode, i pohranjuju ostaci probavljene hrane koji trunu.
Debelo crijevo sastoji se od sljedećih dijelova: 
- slijepo crijevo (lat. caecum) s crvuljkom (lat. appendix vermiformis)
- obodno crijevo (lat. colon)
- ravno crijevo (lat. rectum).
- analni kanal (lat. canalis analis)

Na mjestu gdje tanko crijevo (lat. intestinum tenue), točnije vito crijevo (lat. ileum) ulazi u debelo, nalazi se Bauchinijev zalistak (lat. valva ileocecalis) koji poput ventila sprečava povratak probavljenog sadržaja natrag iz debelog u tanko crijevo.
Na dnu slijepog crijeva se nalazi crvuljak (lat. appendix vermiformis) koji se često pogrešno naziva slijepo crijevo.
Intestinum colon, debelo crijevo ili kolon se može podijeliti na:
- uzlazno debelo crijevo, ulazni kolon ili uzlazno obodno crijevo - lat. colon ascendens
- poprečno debelo crijevo, poprečni kolon ili poprečno obodno crijevo - lat. colon transversum
- silazno debelo crijevo, silazni kolon ili silazno obodno crijevo - lat. colon descendens
- zavijeno (sigmoidno) debelo crijevo, sigmoidni kolon ili zavojito crijevo - lat. colon sigmoideum